# Hikaru no Go
Hikaru no Go (ヒカルの碁) és un manga i anime japonès, de gènere shōnen centrat en el joc del go. L'autora de la història és Yumi Hotta i les il·lustracions són de Takeshi Obata. L'obra va ser supervisada per Yukari Umezawa (5è dan).
El primer episodi del manga va aparèixer en el #2/3 de 1998 de la revista Shōnen Jump, i en total se'n van publicar 189, fins al #22/23 del 2003. Els capítols van ser dividits en 23 volums, a més d'11 capítols especials. L'anime està basat en el manga, i consta de 75 episodis de mitja hora cadascun, a més de dos episodis especials d'Any Nou. Van ser emesos a Tv Tokyo entre el 2001 i el 2003. Tant el manga com l'anime han tingut un gran èxit i han aconseguit posar de moda el go al Japó.

## Argument
La història comença quan Hikaru Shindō, un nen normal de Tòquio, estudiant de primària, troba a les golfes de la casa del seu avi un tauler per jugar a go (goban) amb taques de sang que només Hikaru pot veure. El descobriment ve acompanyat de l'aparició del fantasma de Fujiwara no Sai, mestre llegendari de go d'un dels emperadors del Japó de l'era Heian. Des d'aquest moment, Sai acompanyarà constantment a Hikaru, que és l'única persona que és capaç de veure'l i parlar amb ell.
Sai va ser traït pel segon mestre imperial de go, que va enganyar l'emperador convencent-lo de què Sai feia trampes en una partida, acusació que el va dur a suïcidar-se. No obstant això, la seva passió pel go era tan forta que el seu esperit va quedar empresonat en el goban per mil anys, tot esperant que algú pogués veure'l i rebre les seves ensenyances.
Al principi, Hikaru es limita a complaure Sai seguint les seves instruccions sobre el taulell cada cop que tenen l'oportunitat de jugar. Tothom queda sorprès per la inconcebible habilitat de Hikaru en el go (que en realitat prové de la mil·lenària experiència de Sai), però a ell no sembla interessar-lo el joc en absolut. La situació canvia radicalment quan Hikaru coneix Akira Tōya, un jove mestre de go, que amb la seva actitud no tan sols infon en Hikaru el desig de convertir-se en jugador de go, sinó també el d'arribar a ser un dels millors, millor fins i tot que Akira.

## Personatges
Nota: Els noms estan en ordre occidental (Nom/Cognom), excepte per Fujiwara no Sai).
- Hikaru Shindō (進藤 ヒカル Shindō Hikaru) - El protagonista.
- Fujiwara no Sai (藤原佐為) - Un esperit que viu pel go, mentor de Hikaru. Sai vol aconseguir la jugada divina (kami no itte). En el passat, va posseir Honinbo Shuusaku, convertint-lo així en el millor jugador de go de tots els temps.
- Akari Fujisaki (藤崎 あかり Fujisaki Akari) - Companya d'escola de Hikaru. Comença a aprendre go quan Hikaru mostra interès i després s'uneix al club de go de l'institut Haze.
- Akira Tōya (塔矢 アキラ Tōya Akira) - El que passa a ser rival de Hikaru, estudiant de l'institut Kaio. Akira ja era una jugador excel·lent quan Hikaru comença a jugar. Des de la seva primera partida junts, Akira s'obsessiona amb descobrir el secret que s'amaga darrere de la seva força.
- Yuki Mitani (三谷 祐輝 Mitani Yūki) - Un jugador del club de go de l'instituto Haze, amb el mal costum de fer trampes.
- Tetsuo Kaga (加賀 鉄男 Kaga Tetsuo) - President del club de Shogi de l'institut Haze. No li agrada el go perquè Akira és millor que ell, tot i que juga de tant en tant.
- Kimihiro Tsutsui (筒井 公宏 Tsutsui Kimihiro) - Un jugador no gaire bo de go, que funda el club de go de l'institut Haze.
- Toya Meijin (塔矢 名人 Tōya Meijin) - El pare d'Akira. El seu nom real és Koyo Toya (塔矢 行洋 Tōya Kōyō). És un dels millors jugadors de go del Japó.

## Música

### Temes d'obertura
- Episodis 1 al 30: "Get Over" per dream
- Episodis 31 al 60: "I'll be the one" per HAL
- Episodis 61 al 75: "Fantasy" per Nana Katase

### Temes de tancament
- Episodis 1 al 12: "Bokura no Bōken" per Kids Alive
- Episodis 13 al 30: "Hitomi no Chikara" per Mizuki Arisa
- Episodis 31 al 46: "Sincerely ~ever drean~" per dream
- Episodis 47 al 63: "Days" per shela
- Episodis 64 al 74: "Music is My Thing" per dream
- Episodi 75: "Get Over ~Special Mix~" per dream